# 灰鰤鯧
灰鰤鯧為輻鰭魚綱鱸形目鯧亞目長鯧科的其中一種，分布於西南太平洋的紐西蘭海域，棲息深度可達400公尺，棲息在中層水域。